# Andrzejów Duranowski
Andrzejów Duranowski[anˈdʐɛjuf duraˈnɔfski] est un village polonais de la gmina de Sochaczew dans le powiat de Sochaczew et dans la voïvodie de Mazovie.
Le village a une population de 226 habitants.